# 2003 год в политике России
В 2003 году в России состоялись выборы в Государственную думу четвёртого созыва.

## Май
- 16 мая президент России Владимир Путин обратился к Федеральному собранию с посланием, главными темами которого стали удвоение ВВП за 10 лет, достижение полной конвертируемости рубля, национальная безопасность, военная реформа.

## Октябрь
- 5 октября президентом Чеченской Республики был избран Ахмат Кадыров.

## Декабрь
- 7 декабря прошли выборы в Государственную думу четвёртого созыва. По федеральным спискам 5-процентный барьер преодолели три партии: «Единая Россия», КПРФ и ЛДПР и избирательный блок «Родина».